# Friedrich-List-Berufskolleg Hamm
Das Friedrich-List-Berufskolleg (FLBK) in Hamm umfasst die kaufmännischen Berufs- und Berufsfachschulen der Stadt Hamm in den Bereichen Betriebswirtschaft, Informationstechnik und Fremdsprachenkorrespondenz. Schüler können im FLBK neben der dualen Ausbildung ihre Fachhochschulreife oder Fachoberschulreife erwerben. Außerdem bietet das FLBK mit der Beruflichen Qualifizierung, Schülern ohne Ausbildungsplatz eine Vorbereitung auf die Berufsausbildung an.

## Geschichte

### Freiwillige Sonntagsschule in Hamm (1830–1876)
Am 20. Oktober 1830 eröffnete das heutige Friedrich-List-Berufskolleg als freiwillige Sonntagsschule in Hamm. Am Schulanfang hatte die neue Sonntagsschule mit 31 Schülern und 6 Lehrern begonnen. Zur Verfügung als Lehrer stellten sich Oberlehrer Dr. Tellkamp als Dirigent und erster Lehrer im Linearzeichnen, Konrektor Viehbahn als erster Lehrer im freien Handzeichnen, Lehrer Cramer unterrichtete Schreiben; Lehrer Keck Rechnen. Darüber hinaus wurden zwei Schreinermeister als Hilfslehrer für Linear- und freies Handzeichnen eingestellt.
Es wurden sonntäglich fünf Lehrstunden unterrichtet, davon gab es drei Zeichen-, eine Schreib- und eine Rechenstunde. Unterrichtet wurde am Morgen von sechs bis neun Uhr, zwei Stunden lang wurde der Gottesdienst besucht und von elf bis dreizehn Uhr wurde Schreiben und Rechnen unterrichtet. Das Schulgeld betrug zu dieser Zeit ein Reichstaler und zweieinhalb Groschen.
1834 konnten 60 Schüler gezählt werden, darunter befanden sich 15 Gymnasiasten. Die Sonntagsschule entwickelte sich bis 1864 kontinuierlich weiter und konnte somit in diesem Jahr 140 Schüler vorweisen. Um 1875, dem letzten Jahr der freiwilligen Sonntagsschule wurden nur noch 130 Schüler unterrichtet.

### Städtische Fortbildungsschule (1876–1911)
1875 wurde in Hamm die Einrichtung der Fortbildungsschule beschlossen, die am 1. April 1876 eröffnete. Die Schule wurde durch den Staat mit 1.500 und von der Stadt mit 1.700 Mark unterstützt. Der Zuschuss wurde jedoch erst 1877 gezahlt.
Zu dieser Zeit mussten alle dem Gewerbestand angehörigen bis zum Ende des siebzehnten Lebensjahres die Schule besuchen. Schüler die diese Schulpflicht missachteten drohten 300 Mark Strafe oder Haft, dadurch konnte sich die Schülerzahl auf ca. 270 verdoppeln. Pflichtschüler mussten von da an kein Schulgeld mehr bezahlen, alle übrigen freiwilligen (nicht Hammenser) mussten 6 Mark pro Schuljahr bezahlen.
Die Schule selbst wurde in eine Ober- und Unterstufe gegliedert, in die die Schüler nach jeweiligen Leistungsstand eingeordnet werden konnten. So wurden z. B. Schüler mit Vorkenntnissen/Vorbildungen direkt der Oberstufe zugewiesen. Zusätzlich wurde das Fächerangebot enorm erweitert, es kamen die Unterrichtsfächer: Deutsche Sprache (mit Volksliteratur des Vaterlandes), Geschäftsaufsätze, Buchführung, Rechnen, Naturwissenschaften, Chemie, Geschichte, Geometrie, Geografie und Physik hinzu.
Um Rücksicht auf die nebenberuflichen Lehrkräfte wurden die Schulstunden auf die Werktagsabende von 20 bis 22 Uhr verlegt und am Sonntagvormittag von 7 bis 10 Uhr. Die Unterrichtszeit sollte bestenfalls 12 Stunden betragen, diese wurde jedoch meist unterschritten. Zum erweiterten Schülerverhältnis wuchs auch das Lehrerkollegium auf zehn Lehrer. Zu den ersten dieser Lehrer gehörten die Herren Barth, Bode, Böhmer, Böwering, Horn und Jaeger und Kaisker, die durch den Stadtbaumeister Schmidt und den Maler Tönius vertreten wurden.
Zu dieser Zeit gab es in Hamm rund 17.000 Einwohner und die Stadt beherbergte 350–400 selbstständige Gewerbebetriebe die insgesamt 220–240 Auszubildende beschäftigten. Somit wurden mit den auswärtigen Schülern ca. 270 Jungen unterrichtet. Durch die größere Schülerzahl wurden auch mehr Räume benötigt. Diese Räume bot die evangelische Schule (Westschule an der Langestraße). So wechselte die Schule bis 1899 ihren Platz. Der Zeichenunterricht wurde zusätzlich bis ins Frühjahr 1911 in einem Gebäude an der Königsstraße unterrichtet.

### Eigenständige Berufs- und Fachschulen (1911–1924)
Das Fortbildungswesen erlangte zu dieser Zeit einen bisher nicht gekannten Aufschwung. Zudem wurde die Schulpflicht bis zur Vollendung des 18. Lebensjahres erweitert.
Am 1. April 1911 wurde Konrad Crämer zum ersten Hauptamtlichen Schulleiter der Kaufmännischen Fortbildungsschule Hamm ernannt. Er organisierte die Gewerbler insofern neu, indem er statt der beiden Abteilungen der Bau- und Bekleidungsberufe jetzt vier Abteilungen einrichtete, diese lauteten: 1. Metallgewerbe, 2. Baugewerbe, 3. Nahrungsmittelgewerbe und 4. Gemischte Gewerbe.
1920 wurde dann aus der Fortbildungsschule die Städtische Berufs- und Fachschule. Noch vor dem Ersten Weltkrieg wuchs die Schülerzahl im gewerblichen Bereich auf 500, im Kaufmännischen auf über 250 Schülerinnen und Schüler.

### Pädagogische Herausforderung (1924–1944)
Am 1. Juli 1924 wurde Theodor Edelhoff der neue Schulleiter der Städtischen Berufs- und Fachschule, welcher seit 1920 auch noch die Bergvorschule in Castrop leitete. Theodor Edelhoff bemühte sich darum das die Gewerbe- und Handelslehrer, um die Verbundenheit von Schule, Wirtschaft und Bevölkerung, jedes Jahr auch ein Erwachsenen-Bildungsprogramm anboten und mit diesen Abendkursen zu günstigen Preisen, das Hammer Bildungswesen nicht unerheblich förderten.

### Wiederaufbau des Berufsschulwesens (1945–1949)
Nach dem Zweiten Weltkrieg begann 1945 die Wiedereröffnung der Schulen in Hamm. Am 29. August 1945 beauftragte der Stadtkommandant, Major Goodson, Direktor Edelhoff die Schule neu zu eröffnen, die es dann kurze Zeit später am 6. September 1945 tat.

### Von der Berufsschule zur beruflichen Schule (1950–2018)
Am 1. Februar 1950 übernahm Josef Tippkötter im Alter von 48 Jahren die Schulleitung der Berufsbildenden Schule. Er legte neue Vorstellungen an das moderne Berufsschulwesen in schriftlicher Form nieder, kurz nachdem er zum Schulleiter gewählt worden war. Er beabsichtigte damit, dass von da an auch Schüler einer beruflichen Schule die Möglichkeit höherer Bildungsabschlüsse und damit eine größere Chancengerechtigkeit haben. Somit wurde die Friedrich-List-Berufsschule selbstständig.
Als am 1. Oktober 1951 Fritz Schwarz das Amt des ersten Schulleiters der kaufmännischen Schulen antrat, waren diese auch organisatorisch selbstständig geworden. Diese neue Schule begann mit 1100 Schülern, von denen 900 in 34 Berufsschulklassen und 200 in sechs Handelsschulklassen untergebracht waren. 1963 musste die Hälfte des Berufsschulunterrichts jedoch aufgrund von Lehrermangel ausfallen.
Als Reaktion auf den Lehrstellenmangel in den 80er Jahren wurden aufgrund großer Schülernachfragen 1979 die Berufsaufbauschule für Wirtschaft und Verwaltung, 1984 die Höhere Handelsschule mit dem Schwerpunkt Datenverarbeitung, 1985 die höhere Handelsschule mit dem Schwerpunkt Bürowirtschaft und 1989 der Abiturbildungsgang mit dem Schwerpunkt Mathematik/Informatik eingerichtet. Darüber hinaus gab es für Voll- und Teilzeitschüler angebotene Zusatzqualifikationen die in verschiedenen Bereichen erreicht werden konnten.
1990 wurden die Berufsschule und die Fachoberschule durch die Rechtsverordnung neu geordnet, zusätzlich nahmen die Schulleitung und die Kollegen an der Europakonferenz in Hull/Großbritannien teil. Ein Jahr später wurde der unterrichtsfreie Samstag eingeführt. 1992 wurde eine Fachschule für Wirtschaft, mit der Fachrichtung Betriebswirtschaft, Schwerpunkt Rechnungswesen, in Teilzeitform errichtet. Es wurden zusätzlich zwei unterrichtsfreie Samstage im Monat eingeführt. Im Jahr 1993 feierte das Friedrich-List-Berufskolleg in Hamm sein 100-jähriges Bestehen. 2018, zu Feiern des 125-jährigen Jubiläums, veranstalteten das FLBK eine Schulfahrt, für 5 Tage, nach Rom. Nahe zu alle Schüler fuhren mit.

## Standorte
Die Hauptstellen des Berufskollegs liegen in Hamm, dort werden die meisten Jahrgänge in vier verschiedenen Gebäuden unterrichtet. Seit Sommer 2018 hat das FLBK nun in Herringen eine Zweigstelle, die vorher in Bockum-Hövel stationiert war.

## Abschlüsse

### Abitur (Berufliches Gymnasium)
Die allgemeine Hochschulreife kann in einer dreijährigen Ausbildung in drei Schwerpunktlehrgängen Mathematik Informatik, Betriebswirtschaftslehre mit Rechnungswesen und Fremdsprachenkorrespondent/in erworben werden. Voraussetzung ist jeweils die Fachoberschulreife mit Qualifikationsvermerk. Für das Fremdsprachenkolleg sind Vorkenntnisse in Englisch und einer weiteren Fremdsprache erforderlich. Die wöchentliche Unterrichtszeit beträgt zwischen 32 und 34 Wochenstunden.

### Fachabitur (Höhere Handelsschule)
Das Fachabitur kann in einer zweijährigen Ausbildung in drei verschiedene Bereichen erworben werden. Neben Bürowirtschaft und Betriebswirtschaft (BWL) ist dies Fremdsprachen (Europa-Bildungsgang). Für eine Studienzulassung ist nach dem erfolgreichen Abschluss der Prüfung entweder ein halbjähriges Praktikum oder eine vollständige Ausbildung erforderlich. Im Fremdsprachenbereich gibt es ein dreiwöchiges Auslandspraktikum, welches mit einem Zertifikat abgeschlossen wird.
Jeder dieser Bildungsgänge hat schulspezifisch die gleiche Anzahl an Unterrichtsstunden im Fach BWL/Rechnungswesen. Die Fachrichtung Bürowirtschaft hat anstelle einer zweiten Fremdsprache, den Schwerpunkt in Büro- und Informationswirtschaft.

### Fachoberschule
Fachoberschule für Wirtschaft und Verwaltung/Klasse 12
- Die Aufnahmebedingung dafür ist ein Realschulabschluss mit abgeschlossener Berufsausbildung oder mit einer mindestens vierjährigen kaufmännischen Berufstätigkeit. Es wird in Voll- und Teilzeit unterschieden, die Dauer beträgt zwei Jahre. Am Ende der 12. Klasse wird eine Prüfung abgelegt, um die Fachhochschulreife zu erreichen.

Fachoberschule für Wirtschaft und Verwaltung/Klasse 13
- Die Aufnahmebedingung dafür ist das Abitur oder eine Berufsausbildung mit einer mindest Ausbildungsdauer von zwei Jahren. Die Gesamtdauer beträgt ein Jahr. Sie werden auch in naturwissenschaftlichen Bereichen unterrichtet, haben allerdings nur eine Stunde Sport. Es ist freigestellt eine zweite Fremdsprache zu wählt, wenn man schon vier Jahre eine zweite Fremdsprache gehabt hat.

### Berufsschule
Das Friedrich-List-Berufskolleg Hamm bietet für folgende Fachklassen Unterricht an:
- Automobilkauffrau/-mann
- Bankkauffrau/-mann
- Fachinformatiker/-innen Fachrichtung Systemintegration
- Fachinformatiker/-innen Fachrichtung Anwendungsentwicklung
- Kauffrau/-mann für Büromanagement
- Fachkraft für Lagerlogistik
- Industriekauffrau/-mann
- Informatikkauffrau/-mann
- Informations- und Telekommunikationssystemkauffrau/-mann
- Justizfachangestellte/-r
- Verkäufer/-in im Einzelhandel
- Kauffrau/-mann im Einzelhandel
- Kauffrau/-mann im Groß- und Außenhandel
- Medizinische/-r Fachangestellte/-r
- Rechtsanwaltsfachangestellte/-r
- Rechtsanwalts- und Notarfachangestellte/-r
- Steuerfachangestellte/-r
- Zahnmedizinische/-r Fachangestellte/-r

### Zusatzqualifikationen
Durch Teilnahme an weiterem Unterricht gibt es die Möglichkeit, eine Zusatzqualifikation (z. B. Fremdsprachenzertifikat im Fach Englisch für Bankkaufleute) zu erwerben. Der Berufsschulabschluss ist dem Sekundarabschluss I/Hauptschulabschluss nach Klasse 10 gleichwertig.
Unter bestimmten Voraussetzungen wird mit dem Berufsschulabschluss die Fachoberschulreife erreicht.

## Besonderheiten
Das Friedrich-List-Berufskolleg bietet einige Beratungs- und Förderleistungen für Schüler an.
Projekte für Schüler:
- Interkulturelle Beratung
- Bewerbungstraining für die HÖHA/AHR (Berufliches Gymnasium)
- Beratung junger Eltern
- Psychosoziale Beratung
- Einrichtung einer NFTE (Network for Teaching entrepreneurship) Klasse in der Handelsschule (Projekt Unternehmensgründung)
- Beratung zum Auslandsaufenthalt des Freiwilligen sozialen Jahres

Schülerprojekte:
- Roboter AG
- Online Redaktion
- Sportteam
- diverse Sportangebote

Sowohl die Fremdsprachen-Abiturienten als auch die Fachabiturienten haben die Möglichkeit, ein Auslandspraktikum zu absolvieren. Die Schule hat Kontakte zu Schulen in England, Frankreich, Kroatien und zur Türkei. Außerdem hat der Fremdsprachenabiturjahrgang die Chance, an einer Fremdsprachenkorrespondentenprüfung der IHK teilzunehmen.